# Crusader Kings 2
Crusader Kings 2 est un jeu vidéo de grande stratégie, s'inscrivant dans le genre wargame, développé par  le studio suédois Paradox Development Studio et édité par Paradox Interactive, sorti le 14 février 2012. Il s'agit de la suite logique du premier opus, Crusader Kings sorti en 2004. La version Mac OS X a vu le jour le 24 mai 2012, la version Linux est quant à elle sortie le 14 janvier 2013.
Cet opus fait office de suite à Crusader Kings 1 et est le deuxième de la série Crusader Kings. Sa suite Crusader Kings 3 est sortie en 2020.

## Concept du jeu
Le jeu place le joueur à la tête d'une des familles régnantes de l'Ancien Monde (Europe, Moyen-Orient, Inde), dans un contexte médiéval s'étendant de 1066 à 1453, dates respectives de la conquête normande de l'Angleterre et de la chute de Constantinople. (La date de début est 867 avec le DLC The Old Gods et 769 avec le DLC Charlemagne.) Le joueur peut ainsi contrôler un comté, un duché, un royaume ou encore un empire, le tout dans le respect de la logique historique relative à l'époque. En tant que dirigeant, le joueur doit prendre en compte les interactions féodales (avec son suzerain, ses vassaux), la gestion économique, militaire et diplomatique d'un conflit, ou encore l'aspect religieux de la chose, en préservant une image de dirigeant pieux afin de s'attirer les grâces papales. En effet, le joueur sera amené à prendre part aux croisades ayant ébranlé le Moyen-Orient à cette époque, à faire face à l'établissement de sectes hérétiques dans ses villes ou encore aux communautés païennes du Nord et de l'Est. D'autres possibilités s'offrent aux joueurs, comme celle de marier leur dirigeant ou sa progéniture à des dignitaires étrangers, cimentant ainsi de solides alliances, ou encore celle de pouvoir instrumenter complots et intrigues en vue d'assassiner quelque haut dignitaire national ou de révoquer les titres et terres d'un vassal potentiellement dangereux. Enfin, il sera important de ne pas être un dirigeant tyrannique s'accaparant toutes les conquêtes, au risque de voir la colère gronder dans les rangs des vassaux, ces derniers pouvant se liguer contre vous afin de vous renverser à l'issue d'une sanglante guerre civile.
À sa sortie, la carte du jeu contenait 1 016 provinces, les extensions successives ayant ensuite porté ce nombre à 1 438.

## DLC et extensions
Crusader Kings 2 bénéficie aujourd'hui de nombreux patchs et DLC, rajoutant des blasons, des skins pour les unités et des musiques afin de mieux coller à la réalité historique et artistique de l'époque, ou permettant de personnaliser l'apparence physique de son dirigeant. Les plus importants, présentés ici, modifient directement le système de jeu.

### Sword of Islam
Première grande extension sortie le 26 juin 2012, Sword of Islam, permet au joueur de se placer à la tête d'un sheikhat, d'un émirat ou d'un califat musulman. Cette extension permet également d'avoir un dirigeant polygame. Notons également l'apparition d'un nouvel élément de gameplay, la décadence, censée symboliser la décadence des dynasties musulmanes au fil des siècles. Elle se calcule en prenant en compte divers facteurs (défaites et annexion de territoires par l'ennemi, membres de la dynastie faibles, hérésie prépondérante, pérennité de la dynastie douteuse…), infligeant ainsi des malus au joueur au niveau du moral des troupes et des rentes mensuelles. Elle peut cependant agir en bonus sur ces mêmes éléments, si le joueur parvient à agrandir le domaine dynastique, à fournir terres et titres à ses proches et à rester conforme aux lois musulmanes.
Cette extension modifiant le système de jeu est accompagnée par plusieurs DLC ajoutant aux dynasties musulmanes des blasons, des skins d'unités et des musiques.

### Legacy of Rome
Seconde extension sortie le 16 octobre 2012, Legacy of Rome ajoute plusieurs événements et décisions pour l'Empire byzantin tels que la possibilité de recréer l'Empire romain ou de réparer le grand Schisme.
Cette extension modifiant le système de jeu est accompagnée par plusieurs DLC ajoutant aux dynasties byzantines des blasons, des skins d'unités et des musiques.

### Sunset Invasion
Sunset Invasion est sorti le 15 novembre 2012. Il ne s'agit pas d'un DLC mineur car il modifie le système de jeu, mais il n'est pas considéré comme une extension à part entière. Il évoque pour la première fois dans cette série un événement imaginaire : une hypothétique invasion aztèque de l'Europe dont les descriptions appuient la similitude avec la colonisation agressive des Européens en Mésoamérique quelques siècles plus tard.

### The Republic
Troisième extension, The Republic est sortie le 14 janvier 2013, elle permet au joueur d'incarner le patricien d'une république marchande (La Hanse, Venise, Gênes, Pise ou le Gotland) dans un nouveau système de jeu basé sur le commerce à travers la Méditerranée (désormais depuis la version 2.1, agrandissant la carte vers l'Inde, des républiques marchandes peuvent être créées dans l'océan Indien) via des comptoirs.
Cette extension modifiant le système de jeu est accompagnée par plusieurs DLC ajoutant aux familles marchandes des blasons, des skins d'unités et des musiques.
Il est à noter que la République marchande d'Amalfi existe également mais est uniquement jouable si le joueur possède l'extension The Old Gods.

### The Old Gods
Quatrième extension, The Old Gods est sortie le 28 mai 2013. Elle permet au joueur de contrôler des dirigeants païens ou zoroastriens, avec leur propre interface ainsi que leurs propres décisions et événements, et ajoute l'année 867 comme nouvelle date de départ, peu après la création du Royaume de Rus. Elle ajoute également des provinces supplémentaires à la carte, portant leur nombre total à 1111.
Cette extension modifiant le système de jeu est accompagnée par plusieurs DLC ajoutant aux peuples païens des blasons, des skins d'unités et des musiques.

### Sons of Abraham
Cinquième extension, Sons of Abraham est sortie le 18 novembre 2013, et est centrée sur les mécanismes religieux des trois principales religions monothéistes : judaïsme, christianisme et islam. Il est possible d'incarner un dirigeant juif, de recréer le Royaume d'Israël et de rebâtir le Temple de Salomon, ou bien de suivre la voie du mutazilisme ou de l'acharisme pour les souverains musulmans.
Cette extension modifiant le système de jeu est accompagnée par plusieurs DLC ajoutant aux ordres religieux des skins d'unités et des musiques.

### Rajas of India
Sixième extension, Rajas of India est sortie le 25 mars 2014. Elle repousse les frontières de la carte vers l'Est, et permet au joueur d'explorer l'Inde et l'Asie centrale, lui permettant également de contrôler des dirigeants des religions indiennes : bouddhisme, hindouisme, jaïnisme, ainsi qu'un certain nombre de variantes. L'extension ajoute ainsi un grand nombre de cultures propres à ces régions, ainsi que de nombreux royaumes et trois empires. Elle apporte enfin une deuxième aire maritime, l'océan Indien, permettant de naviguer à l'Est et d'y fonder des Républiques. En outre cette extension ajoute de nombreux événements et décisions, dont l'unification de l'Inde en un unique empire. Elle ajoute également des provinces supplémentaires à la carte, portant leur nombre total à 1 438.
Cette extension modifiant le système de jeu est accompagnée par plusieurs DLC ajoutant aux nations indiennes des portraits, des skins d'unités et des musiques.

### Charlemagne
Septième extension, Charlemagne est sortie le 14 octobre 2014. Elle permet de démarrer la partie en 769 (ce qui permet d'introduire de nouveaux peuples comme les Francs, les Saxons, les Pictes, les Wisigoths…) et ajoute de nombreux événements concernant Charlemagne.
Cette extension modifiant le système de jeu est accompagnée par plusieurs DLC ajoutant à diverses nations européennes des blasons, des skins d'unités et des musiques. Le joueur peut créer de nouveaux titres (des nouveaux royaumes et empires) qui n'existent pas dans le jeu de base. Les empereurs ont la possibilité de nommer des vice-rois pour gérer une partie de leur royaume à leur place. Il y a maintenant la possibilité d'accéder à un historique de sa dynastie.

### Way of Life
Huitième extension, Way of Life est sortie le 16 décembre 2014. Elle améliore la gestion du personnage incarné par le joueur ainsi que les mécanismes diplomatiques.
Cette extension modifiant le système de jeu est accompagnée par plusieurs DLC ajoutant aux nations ibériques des portraits et des skins d'unités.

### Horse Lords
Neuvième extension, Horse Lords est sortie le 14 juillet 2015. Elle se concentre sur la gestion des hordes d'Europe de l'Est et d'Asie centrale, en rajoutant notamment un système de gouvernement et d'héritage dédié. Elle introduit également la route de la soie, dérivée du système des comptoirs commerciaux, et des forts permettant d'améliorer la défense.

### Conclave
La dixième extension, Conclave, est sortie le 2 février 2016. Elle apporte principalement des modifications au niveau du conseil royal et des prises de décisions légales. Elle modifie également le système d'éducation des enfants et ajoute la formation de coalitions contre un ennemi commun. Plusieurs autres ajouts mineurs et gratuits accompagnent cette extension.

### The Reaper's Due
La onzième extension, The Reaper's Due, est sortie le 25 aout 2016. Elle se concentre sur les problématiques liés aux épidémies et à la manière de les gérer à travers de nouveaux personnages de cours comme le médecin royal.

### Monks and Mystics
La douzième extension, Monks and Mystics, est sortie le 7 mars 2017. Elle ajoute les sociétés secrètes, ordres religieux et différents cultes. Elle permet également de mener des fouilles archéologiques afin de retrouver différentes reliques religieuses.

### Ruler Designer
Ruler Designer est une extension mineure sortie le 17 avril 2012. Elle donne la possibilité en début de partie de personnaliser son personnage (caractéristiques physiques, famille et statistiques) et sa dynastie (blason, nom).

### Jade Dragon
L'extension mise en ligne en octobre 2017 permet d'obtenir des interactions — et avantages militaires comme commerciaux —  avec la partie occidentale de l'Empire chinois ainsi que de nouveaux artéfacts. Si la carte n'est pas agrandie, en revanche des protectorats chinois apparaissent avec un gouverneur omnipotent à leur tête. Le système de Route de la soie a été revu et optimisé pour la rendre plus stratégique et offrir des alternatives.

### Holy Fury
Sortie le 13 novembre 2018, cette extension se concentre principalement sur la religion en introduisant la possibilité de canoniser certains personnages pieux, une refonte du système des croisades ou encore la possibilité de créer sa propre religion païenne en choisissant ses dogmes et son fonctionnement. Il est désormais possible de rejoindre une loge de guerriers païenne, de charmer ou contrarier d'autres personnages et de transmettre ses exploits à ces descendants en fondant une lignée légendaire. En dehors d'une multitude d'autres changements mineurs, Holy Fury permet de commencer une nouvelle partie sur une carte « brisée » contenant uniquement des petits royaumes ou même de créer une carte aléatoire selon de nombreux paramètres réglables.

## Période couverte et lien avecEuropa Universalis4
À la sortie initiale du jeu, le joueur ne pouvait plus jouer après 1453, date symbolique de la fin du Moyen Âge, et devaient se contenter de recommencer une partie. En revanche, depuis la sortie d’Europa Universalis 4, par les mêmes développeurs, il est possible d'exporter la partie vers ce jeu à l'aide d'un DLC offert lors de la précommande du jeu, et de reprendre les rênes de son pays (ou des autres). Si la plupart des pays réapparaîtront, le système féodal est remplacé par les mécanismes de jeu d’Europa Universalis 4. De plus, le Saint-Empire romain germanique, traité dans Crusader Kings 2 comme un État à part entière, subit une décomposition majeure en plusieurs sous-États après la conversion de la partie (à moins que certaines conditions n'aient été réunies par l'Empereur). Sachant que les cartes de Crusader Kings 2 et de Europa Universalis 4 ne sont pas les mêmes, une légère modification du nombre de provinces ainsi que des frontières peut s'ensuivre.

## Mods
Grâce à la retranscription relativement réaliste du système féodal, Crusader Kings II a permis la création de nombreux mods permettant au joueur de modifier le jeu, que ce soit en modifiant légèrement le système de jeu ou en le transposant dans une autre région, réelle ou fictive, comme par exemple dans l'univers du Trône de fer ou dans celui du Seigneur des anneaux.

## Réception
Une démo fut présentée au public le 4 février 2012, permettant d'incarner quatre personnages sur une période de vingt ans. À sa sortie, le jeu bénéficia d'un bon accueil à la fois critique et commercial, obtenant une note de 82 sur 100 sur Metacritic.
En janvier 2015, les développeurs annoncèrent avoir vendu plus de 1,1 million d'unités du jeu, ainsi que 2,5 millions d'extensions et 5,5 millions de DLC. On y apprend également que le temps de jeu moyen est de 99 heures.